# Gran Premio motociclistico di Germania 2012
Il Gran Premio motociclistico di Germania 2012 è stato l'ottavo Gran Premio della stagione 2012. Le gare si sono disputate l'8 luglio 2012 al Sachsenring. Nelle tre classi i vincitori sono stati rispettivamente: Daniel Pedrosa in MotoGP, Marc Márquez in Moto2 e Sandro Cortese in Moto3.

## MotoGP
Karel Abraham, infortunato, viene sostituito da Franco Battaini. Álvaro Bautista, qualificatosi in undicesima posizione, viene retrocesso all'ultima casella dello schieramento come sanzione per l'incidente provocato nella gara precedente, quando, giunto alla prima curva, aveva perso il controllo della propria moto e cadendo aveva anche causato il ritiro di Jorge Lorenzo.

### Arrivati al traguardo
| Pos. | Nº | Pilota           | Squadra                   | Motocicletta       | Giri | Tempo     | Griglia | Punti |
| ---- | -- | ---------------- | ------------------------- | ------------------ | ---- | --------- | ------- | ----- |
| 1º   | 26 | Daniel Pedrosa   | Repsol Honda              | Honda RC213V       | 30   | 41:28.396 | 3       | 25    |
| 2º   | 99 | Jorge Lorenzo    | Yamaha Factory Racing     | Yamaha YZR-M1      | 30   | +14.996   | 5       | 20    |
| 3º   | 4  | Andrea Dovizioso | Monster Yamaha Tech 3     | Yamaha YZR-M1      | 30   | +20.669   | 8       | 16    |
| 4º   | 11 | Ben Spies        | Yamaha Factory Racing     | Yamaha YZR-M1      | 30   | +20.740   | 2       | 13    |
| 5º   | 6  | Stefan Bradl     | LCR Honda                 | Honda RC213V       | 30   | +27.893   | 6       | 11    |
| 6º   | 46 | Valentino Rossi  | Ducati Team               | Ducati Desmosedici | 30   | +28.050   | 9       | 10    |
| 7º   | 19 | Álvaro Bautista  | San Carlo Honda Gresini   | Honda RC213V       | 30   | +28.246   | 21      | 9     |
| 8º   | 35 | Cal Crutchlow    | Monster Yamaha Tech 3     | Yamaha YZR-M1      | 30   | +28.447   | 4       | 8     |
| 9º   | 8  | Héctor Barberá   | Pramac Racing             | Ducati Desmosedici | 30   | +29.053   | 11      | 7     |
| 10º  | 69 | Nicky Hayden     | Ducati Team               | Ducati Desmosedici | 30   | +29.226   | 7       | 6     |
| 11º  | 14 | Randy de Puniet  | Power Electronics Aspar   | ART                | 30   | +53.176   | 13      | 5     |
| 12º  | 5  | Colin Edwards    | NGM Mobile Forward Racing | Suter              | 30   | +58.204   | 12      | 4     |
| 13º  | 41 | Aleix Espargaró  | Power Electronics Aspar   | ART                | 30   | +1:04.654 | 10      | 3     |
| 14º  | 68 | Yonny Hernández  | Avintia Blusens           | BQR                | 30   | +1:13.543 | 17      | 2     |
| 15º  | 77 | James Ellison    | Paul Bird Motorsport      | ART                | 30   | +1:30.318 | 19      | 1     |
| 16º  | 2  | Franco Battaini  | Cardion AB Motoracing     | Ducati Desmosedici | 29   | +1 giro   | 20      |       |
| 17º  | 9  | Danilo Petrucci  | Came IodaRacing Project   | Ioda               | 29   | +1 giro   | 15      |       |
| 18º  | 22 | Iván Silva       | Avintia Blusens           | BQR                | 29   | +1 giro   | 18      |       |

### Ritirati
| Nº | Pilota        | Squadra                 | Motocicletta | Giri | Griglia |
| -- | ------------- | ----------------------- | ------------ | ---- | ------- |
| 1  | Casey Stoner  | Repsol Honda            | Honda RC213V | 29   | 1       |
| 54 | Mattia Pasini | Speed Master            | ART          | 4    | 14      |
| 51 | Michele Pirro | San Carlo Honda Gresini | FTR          | 3    | 16      |

## Moto2
Alexander Lundh, infortunato, viene sostituito da Markus Reiterberger, mentre Mike Di Meglio, appiedato dal team S/Master Speed Up, è rimpiazzato da Alessandro Andreozzi; l'unica wildcard è Kevin Wahr con una IAMT.
Nel Gran Premio di Francia Anthony West era risultato positivo a controlli antidoping, per tale motivo il 31 ottobre 2012 dopo il GP d'Australia è stata presa la decisione di annullare il risultato ottenuto in Francia e di squalificarlo per un mese, cosa che non gli ha permesso di partecipare all'ultima tappa del campionato 2012, a Valencia. In seguito, il 28 novembre 2013, vengono annullati tutti i suoi risultati ottenuti nei 17 mesi successivi al GP di Francia della stagione precedente, fra cui quello di questa gara.

### Arrivati al traguardo
| Pos. | Nº | Pilota              | Squadra                   | Motocicletta       | Giri | Tempo     | Griglia | Punti |
| ---- | -- | ------------------- | ------------------------- | ------------------ | ---- | --------- | ------- | ----- |
| 1º   | 93 | Marc Márquez        | Catalunya Caixa Repsol    | Suter MMX          | 29   | 41:32.467 | 1       | 25    |
| 2º   | 36 | Mika Kallio         | Marc VDS Racing           | Kalex              | 29   | +2.093    | 3       | 20    |
| 3º   | 15 | Alex De Angelis     | NGM Mobile Forward Racing | FTR                | 29   | +2.567    | 8       | 16    |
| 4º   | 40 | Pol Espargaró       | Pons 40 HP Tuenti         | Kalex              | 29   | +5.990    | 17      | 13    |
| 5º   | 12 | Thomas Lüthi        | Interwetten-Paddock       | Suter MMX          | 29   | +6.139    | 6       | 11    |
| 6º   | 3  | Simone Corsi        | Came IodaRacing Project   | FTR                | 29   | +11.051   | 13      | 10    |
| 7º   | 38 | Bradley Smith       | Tech 3 Racing             | Tech 3 Mistral 610 | 29   | +11.409   | 9       | 9     |
| 8º   | 19 | Xavier Siméon       | Tech 3 Racing             | Tech 3 Mistral 610 | 29   | +14.808   | 4       | 8     |
| 9º   | 71 | Claudio Corti       | Italtrans Racing          | Kalex              | 29   | +20.769   | 19      | 7     |
| 10º  | 77 | Dominique Aegerter  | Technomag-CIP             | Suter MMX          | 29   | +25.141   | 15      | 6     |
| 11º  | 5  | Johann Zarco        | JIR Moto2                 | Motobi             | 29   | +27.467   | 14      | 5     |
| 12º  | 80 | Esteve Rabat        | Pons 40 HP Tuenti         | Kalex              | 29   | +27.475   | 27      | 4     |
| 13º  | 88 | Ricard Cardús       | Arguiñano Racing          | AJR                | 29   | +28.590   | 12      | 3     |
| 14º  | 18 | Nicolás Terol       | Mapfre Aspar              | Suter MMX          | 29   | +28.713   | 24      | 2     |
| 15º  | 60 | Julián Simón        | Blusens Avintia           | Suter MMX          | 29   | +32.787   | 2       | 1     |
| 16º  | 29 | Andrea Iannone      | Speed Master              | Speed Up           | 29   | +35.376   | 10      |       |
| 17º  | 8  | Gino Rea            | Federal Oil Gresini       | Suter MMX          | 29   | +37.591   | 5       |       |
| 18º  | 76 | Max Neukirchner     | Kiefer Racing             | Kalex              | 29   | +45.667   | 22      |       |
| 19º  | 30 | Takaaki Nakagami    | Italtrans Racing          | Kalex              | 29   | +47.436   | 21      |       |
| 20º  | 44 | Roberto Rolfo       | Technomag-CIP             | Suter MMX          | 29   | +49.341   | 31      |       |
| 21º  | 50 | Damian Cudlin       | Desguaces La Torre SAG    | Bimota HB4         | 29   | +50.704   | 23      |       |
| 22º  | 10 | Marco Colandrea     | SAG Team                  | FTR                | 29   | +1:12.766 | 32      |       |
| 23º  | 11 | Kevin Wahr          | Kiefer Racing             | IAMT               | 29   | +1:14.334 | 29      |       |
| 24º  | 4  | Randy Krummenacher  | GP Team Switzerland       | Kalex              | 28   | +1 giro   | 20      |       |
| 25º  | 21 | Markus Reiterberger | Cresto Guide MZ Racing    | MZ-RE Honda        | 28   | +1 giro   | 30      |       |
| 26º  | 57 | Eric Granado        | JIR Moto2                 | Motobi             | 28   | +1 giro   | 28      |       |

### Ritirati
| Nº | Pilota               | Squadra                   | Motocicletta | Giri | Griglia |
| -- | -------------------- | ------------------------- | ------------ | ---- | ------- |
| 14 | Ratthapark Wilairot  | Thai Honda PTT Gresini    | Suter MMX    | 25   | 16      |
| 82 | Elena Rosell         | QMMF Racing               | Moriwaki     | 19   | 34      |
| 49 | Axel Pons            | Pons 40 HP Tuenti         | Kalex        | 18   | 33      |
| 72 | Yūki Takahashi       | NGM Mobile Forward Racing | FTR          | 16   | 11      |
| 22 | Alessandro Andreozzi | S/Master Speed Up         | Speed Up     | 6    | 25      |
| 24 | Toni Elías           | Mapfre Aspar              | Suter MMX    | 5    | 18      |
| 45 | Scott Redding        | Marc VDS Racing           | Kalex        | 0    | 26      |

### Squalificato
| Nº | Pilota       | Squadra     | Motocicletta | Giri | Tempo   | Griglia |
| -- | ------------ | ----------- | ------------ | ---- | ------- | ------- |
| 95 | Anthony West | QMMF Racing | Moriwaki     | 29   | +35.596 | 7       |

## Moto3
In questo Gran Premio corrono due wildcard, cioè Kevin Hanus, alla terza presenza stagionale, e Luca Grünwald; entrambi alla guida di una Honda.

### Arrivati al traguardo
| Pos. | Nº | Pilota              | Squadra                   | Motocicletta     | Giri | Tempo     | Griglia | Punti |
| ---- | -- | ------------------- | ------------------------- | ---------------- | ---- | --------- | ------- | ----- |
| 1º   | 11 | Sandro Cortese      | Red Bull KTM Ajo          | KTM RC 250 GP    | 27   | 45:36.868 | 1       | 25    |
| 2º   | 10 | Alexis Masbou       | Caretta Technology        | Honda NSF250R    | 27   | +0.635    | 10      | 20    |
| 3º   | 39 | Luis Salom          | RW Racing GP              | Kalex KTM        | 27   | +3.998    | 9       | 16    |
| 4º   | 8  | Jack Miller         | Caretta Technology        | Honda NSF250R    | 27   | +4.051    | 4       | 13    |
| 5º   | 7  | Efrén Vázquez       | JHK Laglisse              | FTR M3 Honda     | 27   | +12.119   | 14      | 11    |
| 6º   | 63 | Zulfahmi Khairuddin | AirAsia-Sic-Ajo           | KTM RC 250 GP    | 27   | +25.174   | 20      | 10    |
| 7º   | 55 | Héctor Faubel       | Mapfre Aspar              | Kalex KTM        | 27   | +25.499   | 12      | 9     |
| 8º   | 43 | Luca Grünwald       | Freudenberg Racing        | Honda NSF250R    | 27   | +26.087   | 16      | 8     |
| 9º   | 61 | Arthur Sissis       | Red Bull KTM Ajo          | KTM RC 250 GP    | 27   | +29.675   | 21      | 7     |
| 10º  | 84 | Jakub Kornfeil      | Redox-Ongetta-Centro Seta | FTR M3 Honda     | 27   | +29.891   | 5       | 6     |
| 11º  | 9  | Toni Finsterbusch   | Cresto Guide MZ Racing    | Honda NSF250R    | 27   | +33.178   | 15      | 5     |
| 12º  | 27 | Niccolò Antonelli   | San Carlo Gresini         | FTR M3 Honda     | 27   | +42.858   | 18      | 4     |
| 13º  | 89 | Alan Techer         | Technomag-CIP-TSR         | TSR Honda        | 27   | +1:02.653 | 19      | 3     |
| 14º  | 31 | Niklas Ajo          | TT Motion Events Racing   | KTM RC 250 GP    | 27   | +1:10.253 | 11      | 2     |
| 15º  | 15 | Simone Grotzkyj     | Ambrogio Next Racing      | Suter MMX3 Honda | 27   | +1:10.447 | 23      | 1     |
| 16º  | 19 | Alessandro Tonucci  | Team Italia FMI           | FTR M3 Honda     | 27   | +1:10.640 | 26      |       |
| 17º  | 25 | Maverick Viñales    | Blusens Avintia           | FTR M3 Honda     | 27   | +1:11.122 | 24      |       |
| 18º  | 99 | Danny Webb          | Mahindra Racing           | Mahindra MGP3O   | 27   | +1:11.306 | 22      |       |
| 19º  | 44 | Miguel Oliveira     | Estrella Galicia 0,0      | Suter MMX3 Honda | 27   | +1:18.878 | 31      |       |
| 20º  | 42 | Álex Rins           | Estrella Galicia 0,0      | Suter MMX3 Honda | 27   | +1:18.957 | 27      |       |
| 21º  | 32 | Isaac Viñales       | Ongetta-Centro Seta       | FTR M3 Honda     | 26   | +1 giro   | 25      |       |
| 22º  | 3  | Luigi Morciano      | Ioda Team Italia          | Ioda             | 26   | +1 giro   | 33      |       |
| 23º  | 51 | Kenta Fujii         | Technomag-CIP-TSR         | TSR Honda        | 26   | +1 giro   | 32      |       |
| 24º  | 5  | Romano Fenati       | Team Italia FMI           | FTR M3 Honda     | 26   | +1 giro   | 35      |       |
| 25º  | 21 | Iván Moreno         | Andalucia JHK Laglisse    | FTR M3 Honda     | 26   | +1 giro   | 34      |       |
| 26º  | 86 | Kevin Hanus         | Thomas Sabo GP            | Honda NSF250R    | 26   | +1 giro   | 28      |       |
| 27º  | 30 | Giulian Pedone      | Ambrogio Next Racing      | Suter MMX3 Honda | 24   | +3 giri   | 29      |       |

### Ritirati
| Nº | Pilota           | Squadra             | Motocicletta   | Giri | Griglia |
| -- | ---------------- | ------------------- | -------------- | ---- | ------- |
| 96 | Louis Rossi      | Racing Team Germany | FTR M3 Honda   | 25   | 7       |
| 77 | Marcel Schrötter | Mahindra Racing     | Mahindra MGP3O | 24   | 30      |
| 23 | Alberto Moncayo  | Mapfre Aspar        | Kalex KTM      | 23   | 13      |
| 52 | Danny Kent       | Red Bull KTM Ajo    | KTM RC 250 GP  | 22   | 2       |
| 41 | Brad Binder      | RW Racing GP        | Kalex KTM      | 21   | 6       |
| 26 | Adrián Martín    | JHK Laglisse        | FTR M3 Honda   | 20   | 3       |
| 94 | Jonas Folger     | IodaRacing Project  | Ioda           | 17   | 8       |
| 53 | Jasper Iwema     | Moto FGR            | FGR Honda      | 16   | 17      |